# Церковь Ильи Пророка на Славне
Церковь Ильи Пророка на Славне — недействующий православный храм в Великом Новгороде, известный с 1105 года. Современное здание построено в 1455 году на основе постройки 1198—1202 годов.
Располагается в южной части Торговой стороны на Знаменской улице. В отличие от большинства новгородских памятников недостаточно исследована и не реставрирована. В настоящее время представляет собой большой безглавый крытый четырёхскатной кровлей четверик, окружённый со всех сторон пониженными 2-этажными пристройками.
В 2014 году храм передан Русской православной старообрядческой церкви.

## История
По предположению Валентина Янина, древнейший храм Ильи Пророка на Славне возведён в начальный период христианства в Новгороде, возможно, на месте, выбранном в 980 Добрыней для языческого бога Перуна. В средневековый период церковь Ильи Пророка играла значительную роль в общественной жизни города. До постройки Знаменского собора в ней проходили встречи при въезде в Новгород вновь поставленных архиереев, поскольку храм стоял неподалёку от крепостной Славенской башни, через ворота которой был «выезд и приезд с Московской дороги».

Впервые в летописи упоминается церковь Ильи Пророка под 1105 в связи с пожаром: 
погореша хороми от ручия, мимо Славьно, до св. Илие.
 В 1144 церковь сгорела, через 2 года вновь отстроена. Древние Ильинские храмы были деревянными.

Каменная церковь Ильи Пророка основана в 1198, о чем сообщается в Новгородской первой летописи: 
заложиша церковь ка-мяну св. Илие на Хълмъ.
 Основатель её — некий Еревша. Строительство завершено в 1202. Церковь горела в большом пожаре 1299.
В 1455 церковь XII в. разобрана архиепископом Евфимием II, и на старом основании возведена новая («поставиша церковь каменну св. Илью, в Славне, на старой основе»). Церковь горела в 1541, 1567 и, по всей вероятности, в 1696. В Описи 1617 при храме упоминается «колокольница» с двумя колоколами (вероятно, звонница или деревянная колокольня). В 1705 церковь Ильи Пророка «возобновлена и обогащена утварью» духовником дома светлейшего князя А. Д. Меншикова Никифором Терентьевым — приходским священником церкви.
Церковь Ильи Пророка перестраивалась в XIX в. В 1-й трети XIX в. (между 1826 и 1830) по проекту архитектора И. Ф. Соколова построена круглая колокольня над юго-западным углом основного объёма. В конце XIX в. (после 1888) «из-за невместительности для всех колоколов и по ветхости» колокольня разобрана и построена новая 2-ярусная четырёхугольная на новом месте — над юго-западным углом паперти. Колокольня разобрана в довоенное время, вероятно, в 1938, когда проводился капитальный ремонт церкви для приспособления под аренду. К этому времени церковь Ильи Пророка была закрыта и взята на государственную охрану.
В годы Великой Отечественной войны памятник был повреждён незначительно. В 1950—1952 под наблюдением Любови Шуляк проведён ремонт. Тогда же при приспособлении под жильё церковь была обезглавлена, утрачены поддерживающие барабан арки и своды (за исключением свода северо-западного компартимента), на 2-м этаже разобраны восточные столпы, основной объём разделён на 3—4 этажа и перегорожен многочисленными перегородками.
Частичные исследования церкви Ильи Пророка (подземных её частей у стен апсид), проведённые в 1981 году под руководством Л. И. Большакова, показали, что храм 1198—1202 года полностью перестроен в 1455 году с сохранением фундаментов и нижних частей стен на высоту около полуметра. Формы и конструкции XV века сохранились частично (утрачены барабан с главой, почти все своды и арки, восточные столпы, значительная часть декора).
В результате исследований Н. Н. Кузьминой и З. А. Гаевской в 1997 году сделаны предварительные выводы относительно архитектурных форм церкви Ильи Пророка XV века и её графические реконструкции.
Церковь Ильи Пророка XV века имеет большое сходство с постройкой XII века. Это один и тот же тип квадратного в плане храма, трёхапсидного, четырёхстолпного, одноглавого с закомарным завершением, с хорами и утолщённой западной стеной, внутри которой лестница. В XV веке появилось подцерковье, перекрытое бревенчатым накатом, на полатях — приделы Николы и Космы и Дамиана. Придел Кира и Иоанна располагался в 2-этажной южной пристройке, сооружённой, очевидно, одновременно с храмом. Возможно, к XV веку относится и западная паперть. Северная пристройка, где был придел Спаса, выстроена в 1838 взамен сгоревшей церкви Всемилостивого Спаса конца XVIII века, которая стояла поблизости на крепостном валу.
Церковь Ильи Пророка XII века, заложенная в один год с церковью Спаса Преображения на Нередице (1198), хотя и отличалась от неё размерами (церковь Ильи Пророка 13,5×17,8 м, церковь Спаса Нередицы 12,2×16,9 м), но обнаруживала с ней большое сходство.
В 2014 году церковь Ильи Пророка была передана Русской православной старообрядческой церкви, которая приступила к подготовке её научной реставрации.